# Desmodorella perforata
Desmodorella perforata is een rondwormensoort. De wetenschappelijke naam van de soort is voor het eerst geldig gepubliceerd in 1954 door Wieser.